# Miss USA 2009
Miss USA 2009 è la cinquantottesima edizione del concorso di bellezza Miss USA, e si è svolto presso il Planet Hollywood Resort and Casino di Las Vegas, Nevada il 19 aprile 2009. Miss USA 2008 Crystle Stewart del Texas ha incoronato colei che ha preso il suo posto, Kristen Dalton della Carolina del Nord, alla fine dell'evento.

## Risultati

### Piazzamenti
| Risultato finale | Concorrente |
| ---------------- | --- |
| Miss USA 2009    | - Carolina del Nord - Kristen Dalton |
| 2ª classificata  | - California - Carrie Prejean |
| 3ª classificata  | - Arizona - Alicia-Monique Blanco |
| 4ª classificata  | - Utah - Laura Chukanov |
| a classificata   | - Kentucky - Maria Elizabeth Montgomery |
| Top 10           | - Texas - Brooke Daniels - Tennessee - Kristen Motil - Arkansas - Chanley Painter - Carolina del Sud - Stephanie Smith - Virginia Occidentale - Jessi Pierson |
| Top 15           | - Virginia - Maegan Phillips - Minnesota - Erica Nego - Georgia - Kimberly Gittings - Idaho - Melissa Weber - Connecticut - Monica Mary Pietrzak              |

### Riconoscimenti speciali
| Riconoscimento    | Concorrente                            |
| ----------------- | -------------------------------------- |
| Miss Congeniality | - Wyoming - Cynthia Pate               |
| Miss Photogenic   | - Virginia Occidentale - Jessi Pierson |

## Concorrenti
- Alabama - Rachel Philippona
- Alaska - Jessica Irene Nolin
- Arizona - Alicia-Monique Blanco
- Arkansas - Chanley Painter
- California - Carrie Prejean
- Carolina del Nord - Kristen Dalton
- Carolina del Sud - Stephanie Murray Smith
- Colorado - Patrice Williams
- Connecticut - Monica Mary Pietrzak
- Dakota del Nord - Kelsey Erickson
- Dakota del Sud - Jessica Rowell
- Delaware - Kate Banaszak
- Distretto di Columbia - Nicole Annabelle White
- Florida - Anastagia Pierre
- Georgia - Kimberly Gittings
- Hawaii - Aureana Tseu
- Idaho - Melissa Weber
- Illinois - Ashley Bond
- Indiana - Courtni Shabana Hall
- Iowa - Chelsea Lynn Gauger
- Kansas - Courtney Courter
- Kentucky - Maria Elizabeth Montgomery
- Louisiana - Lacey Minchew
- Maine - Ashley Underwood
- Maryland - Gabrielle Carlson
- Massachusetts - Alison Cronin
- Michigan - Lindsey Tycholiz
- Minnesota - Erica Nego
- Mississippi - Jessica Lauren McRaney
- Missouri - Stacey Smith
- Montana - Misti Vogt
- Nebraska - Meagan Winings
- Nevada - Georgina Vaughan
- New Hampshire - Christy Dunn
- New Jersey - Kaity Rodriguez
- New York - Tracey Chang
- Nuovo Messico - Bianca Matamoros-Koonce
- Ohio - Natasha Vivoda
- Oklahoma - Lauren Lunday
- Oregon - Sylvie Tarpinian
- Pennsylvania - Lindsey Nelsen
- Rhode Island - Alysha Castonguay
- Tennessee - Kristen Motil
- Texas - Brooke Daniels
- Utah - Laura Chukanov
- Vermont - Brooke Werner
- Virginia - Maegan Phillips
- Washington - Tara Turnure
- Virginia Occidentale - Jessi Pierson
- Wisconsin - Alexandra Wehrley
- Wyoming - Cynthia Pate

## Giudici
Giudici della fase preliminare
- Cara Petry
- Chip Lightman
- Lori Levine
- Nick Light
- Randall Winston
- Rich Thurber
- Seth Mayeri

Giudici della finale
- Alicia Jacobs
- Brian Graden
- Claudia Jordan
- Eric Trump
- Holly Madison
- John Miller
- Kelly Monaco
- Kenan Thompson
- Perez Hilton
- Robert Earl
- Shandi Finnessey
- Willie Geist

## Musiche di sottofondo
- Presentazione delle concorrenti : Hot n Cold di Katy Perry
- Sfilata in costume da bagno : Let It Rock di Kevin Rudolf
- Sfilata in abito da sera : Untouched di The Veronicas[1]